# Хасьянова, Фарида Шагимардановна
Фарида Шагимардановна Хасьянова (тат. Фәридә Шаһимәрдан кызы Хәсьянова; род. 11 декабря 1952, Казань, Татарская АССР, РСФСР, СССР) — советская и российская татарская художница, иллюстратор книги. Народный художник Республики Татарстан (2008), заслуженный деятель искусств Республики Татарстан (1999).

## Биография
Фарида Шагимардановна Хасьянова родилась 11 декабря 1952 года в Казани. Детство провела на родине отца в Арске, а затем вернулась в Казань и поселилась в Старо-Татарской слободе. В 1973 году окончила Казанское художественное училище. После получения образования работала модельером в Казанском доме моделей, проектировщиком и оформителем интерьеров в Татарском художественном фонде (1973—1984), художественным редактором (1984—1987) и главным художником (1987—1991) Татарского книжного издательства. В 1994—2005 годах занимала пост главного художника журнала «Идель». Член Союза художников России (с 2000 года). Член Союза художников Республики Татарстан (с 1994 года), где занимала также пост председателя секции графики.
Является автором произведений в области станковой графики, живописных полотен, натюрмортов, портретов, работает как с маслом, так и с гуашью, акварелью, тушью. Специализируясь на бытовом жанре и тематической картине, за долгие годы работы Хасьянова создала фактически панораму народной жизни, наполненную историческими, фольклорными и этнографическими мотивами. Её работы отличаются выразительностью и содержательностью образов, тщательной проработкой формы, декоративностью колорита, стилизаторской трактовкой художественной традиции татарского народного искусства. По-настоящему приоритетным же направлением для Хасьяновой стала книжная иллюстрация, в развитие которой художница внесла значительный вклад, оформив более шестидесяти книг, из которых порядка сорока — в детской литературе, в основном, по мотивам татарских сказок. Будучи одним из считаных мастеров графики в республике, Хасьянова тщательно подходит к своему делу, досконально изучает как сам литературный текст, так и окружающую героев природу, архитектуру, предметы интерьера, одежду и украшения, достигая исторической точности и правдопобности.
Одним из первых произведений Хасьяновой стала работа над оформлением книги «Детство Г. Тукая», которая была представлена в 1976 году. В числе её значительных работ — иллюстрации к повести «Хаят» Ф. Амирхана (1985), сборнику сибирско-татарских песен «Агиделкәй» (1988), сборнику татарских сказок «Ак буре» (1989), сувенирному изданию «Татарские народные сказки» на английском (2002) и татарском языках (2007). С иллюстрациями Хасьяновой Таткнигоиздатом опубликованы такие книги, как «Кто самый сильный?» А. Алиша (1985), «Медведь-гармонист и Обезьяна-певунья» Ф. Карима (1988), «Приключения Мыраужана» Н. Исанбета (1989), «Салават купере» М. Файзуллиной (1989), «Кап Корсак» Р. Курбана (1992), «Лап-Лап» Р. Хариса (1992), «Күчтәнәч» Р. Миннуллина (1995), «Кɵләч кɵзге» Ш. Галеева (1998), «Әбәк» Р. Хариса (2001), «Фиолетовый Дзэн» Д. Сулейманова (2002), «Матур ɵй» Р. Хариса (2003). Также Хасьянова оформила и проиллюстрировала ряд учебников, в частности, «Татарский букварь» (1994), «Татарский язык» для 2-го, 3-го (1994) и 4-го классов (1994), «Картинный русско-татарско-английский словарь» (1996), хрестоматию «Золотой ключ» для воспитанников детских садов (2000). В области станковой графики известны её тематические листы к произведениям «Г. Тукай» А. Файзи (1979), «Кисекбаш» Г. Тукая (1986), триптих «Ак буре» (1999), серия «Четыре времени жизни» (2000), цикл «Татарские песни» (2007). Критиками отмечены и её живописные полотна, например, «Казанский дворик» (1976), «Посвящение Тукаю. Песня „Туган тел“» (2012), а также серии натюрмортов, выполненные в 1995—2013 годах.
Неоднократно принимала участие в международных, всесоюзных, всероссийских и республиканских выставках. В 1992, 1995 (совместно с А. Гимергалиной и Н. Кумысниковой), 2001, 2002, 2007, 2008, 2010, 2011, 2013 и 2018 годах в Казани также состоялись персональные выставки Хасьяновой. В 2013 году её выставка прошла также и в Висагинасе (Литва). Произведения Хасьяновой находятся в собраниях музея искусства народов Востока в Москве, Государственного музея изобразительных искусств Республики Татарстан в Казани, музея Г. Тукая в Новом Кырлае, а также в частных коллекциях, как в России, так и за рубежом. В 1999 году стала заслуженным деятелем искусств Республики Татарстан, а в 2008 году получила звание народного художника Республики Татарстан. Неоднократно, в 2003, 2009 и 2020 годах номинировалась на соискание Государственной премии Республики Татарстан имени Г. Тукая за иллюстрации к книгам, однако лауреатом не стала.

## Награды
- Почётное звание «Народный художник Республики Татарстан» (2008 год) — за большие заслуги в области изобразительного искусства[1][22].
- Почётное звание «Заслуженный деятель искусств Республики Татарстан» (1999 год)[1][6].
- Премия имени Баки Урманче (1999 год) — за иллюстрации к сборнику татарских сказок «Ак буре»[1][23].